# Дурово (Жуковський район)
Дурово (рос. Дурово) — присілок в Жуковському районі Калузької області Російської Федерації.
Населення становить 22 особи. Входить до складу муніципального утворення Село Радгосп Чаусово.

## Історія
Від 2004 року входить до складу муніципального утворення Село Радгосп Чаусово

## Населення
| 2002 | 2010 |
| ---- | ---- |
| 11   | ↗22  |